# 111丁目駅 (INDフルトン・ストリート線)
111丁目駅（111ちょうめえき、英語: 111th Street）はクイーンズ区リッチモンド・ヒルの111丁目とリバティ・アベニュー交差点に位置するニューヨーク市地下鉄INDフルトン・ストリート線の駅である。A系統が終日停車する。
駅は開業当初グリーンウッド・アベニュー駅だった。1924年の時点では、111丁目-グリーンウッド・アベニュー駅になっていた。その後、111丁目-グリーンウッド駅を経て現在の駅名に改称されたが、駅名標は開業当時の表記のままである。

## 歴史
駅は1915年9月25日にクイーンズ区にあるフルトン・ストリート高架線の他の6駅とともに開業した。その後、1956年4月29日よりINDの列車が走るようになった。
2015年に南行ホームが、2016年に北行ホームが改装されている。

## 駅構造
| P ホーム階 | 相対式ホーム、右側ドアが開く | 相対式ホーム、右側ドアが開く                                                                |
| P ホーム階 | 北行緩行線                   | ← インウッド-207丁目駅行き (104丁目駅) ← 深夜帯：ユークリッド・アベニュー駅行き (104丁目駅) |
| P ホーム階 | 混雑方向急行線               | → 定期列車なし                                                                              |
| P ホーム階 | 南行緩行線                   | → オゾン・パーク-レファーツ・ブールバード駅行き (終点) →                                    |
| P ホーム階 | 相対式ホーム、右側ドアが開く |                                                                                             |
| M          | 改札階                       | 改札口、駅員詰所、メトロカード券売機                                                        |
| G          | 地上階                       | 出入口                                                                                      |

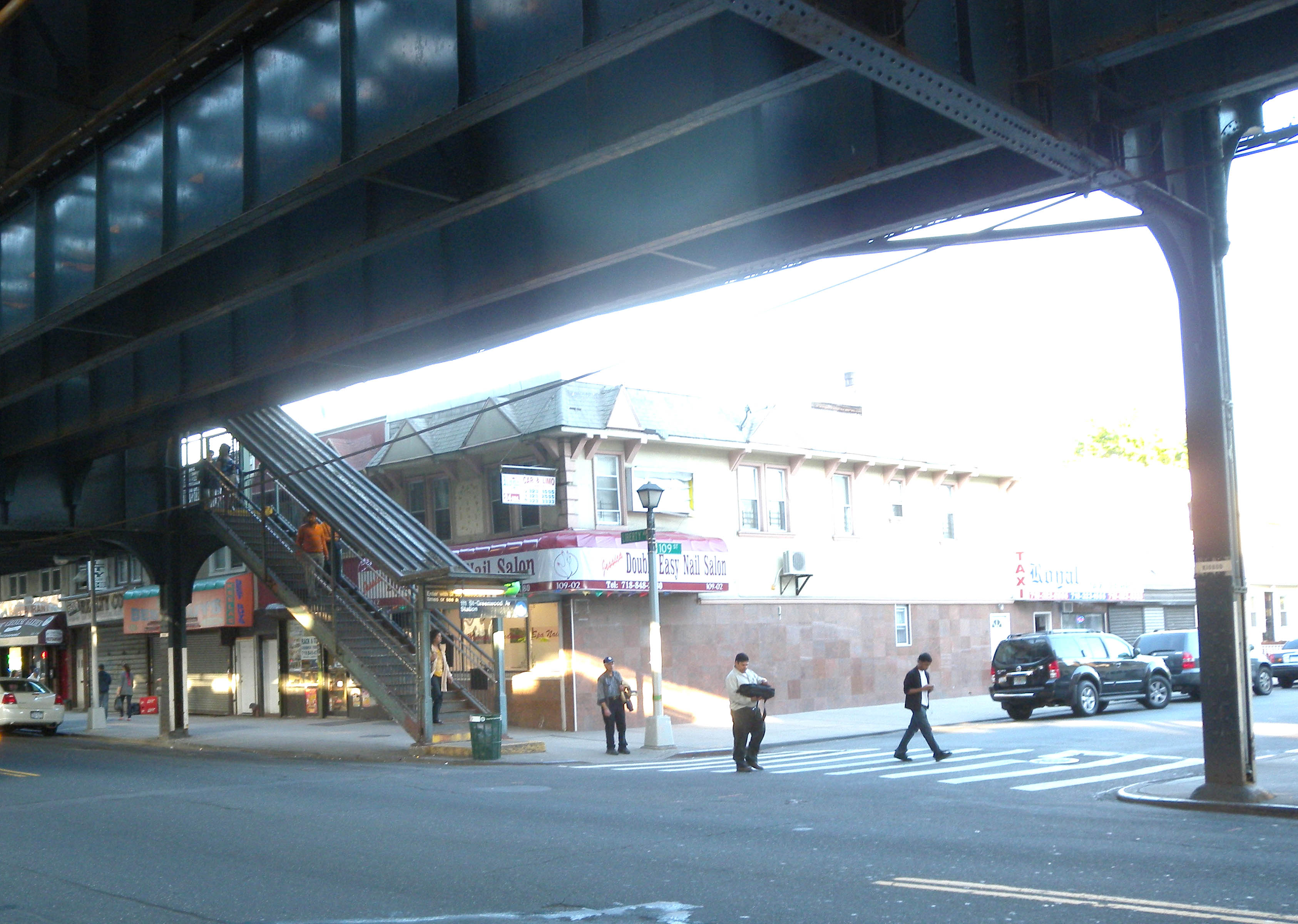
109丁目にある入口

駅は相対式ホーム2面3線の構造で、中央線は未使用となっている。アートワークは一切ない。

### 出口
駅は改札を2か所設けており、終日営業の改札は東側にある。地上へは111丁目とリバティ・アベニュー交差点の北東・南東に出る階段が1つずつある。
西側の改札は無人である。地上へは109丁目とリバティ・アベニュー交差点の北西・南東に出る階段が1つずつある。